# ديكو كوبرس
ديكو كوبرس (بالهولندية: Dico Koppers)‏ (31 يناير 1992 في هولندا - ) هو لاعب كرة قدم هولندي في مركز الدفاع. شارك مع منتخب هولندا تحت 17 سنة لكرة القدم ومنتخب هولندا تحت 19 سنة لكرة القدم ومنتخب هولندا تحت 21 سنة لكرة القدم. أما مع النوادي، فقد لعب مع أدو دين هاغ وأياكس أمستردام وبي إي سي زفوله وتفينتي أنشخيدة وفيلم تو تيلبورغ.

## وصلات خارجية
- ديكو كوبرس على موقع الاتحاد الأوربي (الإنجليزية)
- ديكو كوبرس على موقع قاعدة بيانات كرة القدم.إي يو (الإنجليزية)
- ديكو كوبرس على موقع Soccerway.com (الإنجليزية)
- ديكو كوبرس على موقع عالم كرة القدم.نت (الإنجليزية)
- ديكو كوبرس على موقع AS.com (الإسبانية)